# Friedrich Dahlem
Friedrich Dahlem (* 10. Mai 1886 in Dexheim; † 7. September 1970 in Innsbruck) war ein deutscher Politiker (CDU).

## Leben und Beruf
Dahlem studierte nach dem Abitur in Gießen und Heidelberg. Während seines Studiums wurde er 1904 Mitglied der Landsmannschaft Zaringia Heidelberg. Er schloss das Studium mit der Promotion zum Dr. jur. ab. Er wurde Verwaltungsbeamter. Im Ersten Weltkrieg leistete er Kriegsdienst. 1923 wurde er durch die französische Besatzungsmacht ausgewiesen. Nach 1933 betrieb er eine Rechtsanwaltskanzlei in Mainz.

## Politik
1921 bis 1923 war er erster hauptamtlicher Bürgermeister von Bad Dürkheim. Nach der Rückkehr aus der Ausweisung war er 1924 bis zur Machtergreifung der Nationalsozialisten 1933 erneut Bürgermeister von Bad Dürkheim. In der Zeit des Nationalsozialismus war er nicht politisch tätig. 1935 wurde er Mitglied der NSV und 1936 Mitglied des NSRB. Am 23. April 1948 endete seine Entnazifizierung mit dem Nichtbetroffenenbescheid des Untersuchungsausschusses Mainz-Stadt.
1946/47 war er Mitglied der Beratenden Landesversammlung des Landes Rheinland-Pfalz. Dort war er Mitglied im Geschäftsordnungsausschuss und im Kulturpolitischen Ausschuss.

## Ehrungen
- Ehrenbürger von Bad Dürkheim